# Phaeapate albula
Phaeapate albula là một loài bọ cánh cứng trong họ Cerambycidae.